# Eudaphisia
Eudaphisia – rodzaj chrząszczy z rodziny kózkowatych i podrodziny zgrzypikowych.

## Zasięg występowania
Przedstawiciele tego rodzaju występują na Półwyspie Indochińskim.

## Systematyka
Do Eudaphisia należą 3 gatunki:
- Eudaphisia albonotata
- Eudaphisia albonotatipennis
- Eudaphisia longicornis